# Gustav Friedrich Oehler
Gustav Friedrich Oehler (Württemberg, 10 giugno 1812 – Tubinga, 19 febbraio 1872) è stato un teologo tedesco.

## Biografia
Nativo di Ebingen, nel Württemberg, studiò privatamente all'Università di Tubinga, dove fu molto influenzato da JCF Steudel, professore di teologia dell'Antico Testamento. Nel 1837, dopo un periodo di studi orientali a Berlino, si recò a Tubinga come tutore (tedesco: Repetent), diventando nel 1840 professore al seminario e parroco di Schönthal.
Nel 1845 pubblicò i suoi Prolegomena zur Theologie des Alten Testaments, accettò un invito a Breslavia e conseguì il dottorato presso l'Università di Bonn.
Nel 1852 tornò a Tubinga come direttore del seminario e professore di teologia dell'Antico Testamento all'università. Rifiutò una chiamata a Erlangen come successore di Franz Delitzsch e morì a Tubinga nel 1872. 

## Teologia
Oehler è stato uno dei più importanti studiosi dell'Antico Testamento del suo tempo appartenente alla scuola conservatrice. Ammise la composita paternità del Pentateuco e del Libro di Isaia, e fece molto per contrastare l'avversità nei confronti dell'Antico Testamento che era stata incoraggiata da Schleiermacher.
Nell'ambito dell'ecclesiologia, fu luterano piuttosto che riformato. Si oppose all'unione delle Chiesa luterana e riformata e, pur dichiarandosi a favore del luteranesimo confessionale, si tenne in disparte dal vecchio partito luterano.

## Opere
Oltre all'Old Testament Theology (2 volumi editi ra il 1873 e il 1874), furono pubblicati postumi Gesammelte Seminarreden (nel 1872) e Lehrbuch der Symbolik(a cura di Johann Delitzsch, nel 1876), nonché una quarantina di articoli per la Realenzyklopädie di Johann Jakob Herzog, che furono in gran parte mantenuti nella seconda edizione.

## Fonti
La voce incorpora i contenuti dei seguenti articoli che appartengono al pubblico dominio:
- Chisholm, Hugh, ed. (1911). "Oehler, Gustav Friedrich". Enciclopedia Britannica (11ª ed.). Cambridge University Press.
- Gilman, DC ; Beccare, HT; Colby, FM, eds. (1905). "Oehler, Gustav Friedrich"  . New International Encyclopedia (1ª ed.). New York: Dodd, Mea, che cita:
  - Joseph Knapp, Gustav Friedrich Oehler. Ein Lebensbild (Tubinga, 1876)